# 半完全数
在数论中，半完全数（或称半完美数、伪完全数、伪完美数）是完全数的推广。如果一个正整数自身的全部或一部分真因数的和等于此数自身，则称其为半完全数。显然，所有完全数都是半完全数，半完全数不可能是亏数。一部分过剩数也是半完全数。不是半完全数的过剩数称为奇异数。
前几个半完全数是：
6、12、18、20、24、28、30、36、40、42…… A005835

## 特點
- 半完全数的倍数还是半完全数[1]。若半完全数不能被所有更小的半完全数整除，稱為本原半完全数。
- 若m為自然數，p是奇數的質數，使得p < 2m + 1，則2mp也是半完全数。
  - 特別是每一個符合2m(2m + 1 − 1)的整數也是半完全数，若2m + 1 − 1為梅森素数，2m(2m + 1 − 1)會是完全數。
- 最小的奇數半完全数是945（由Friedman在1993年發現）
- 半完全数會是完全数或是豐數。不是半完全數的豐數會稱為奇異數。
- 除了2以外，每一個本原偽完全數都是半完全数。
- 每一個不是2次幂的實際數都是半完全数。
- 半完全数集合的自然密度存在[2]

## 腳註
1. ↑  Zachariou+Zachariou (1972)
2. ↑  Guy (2004) p. 75